# Isa Tengblad

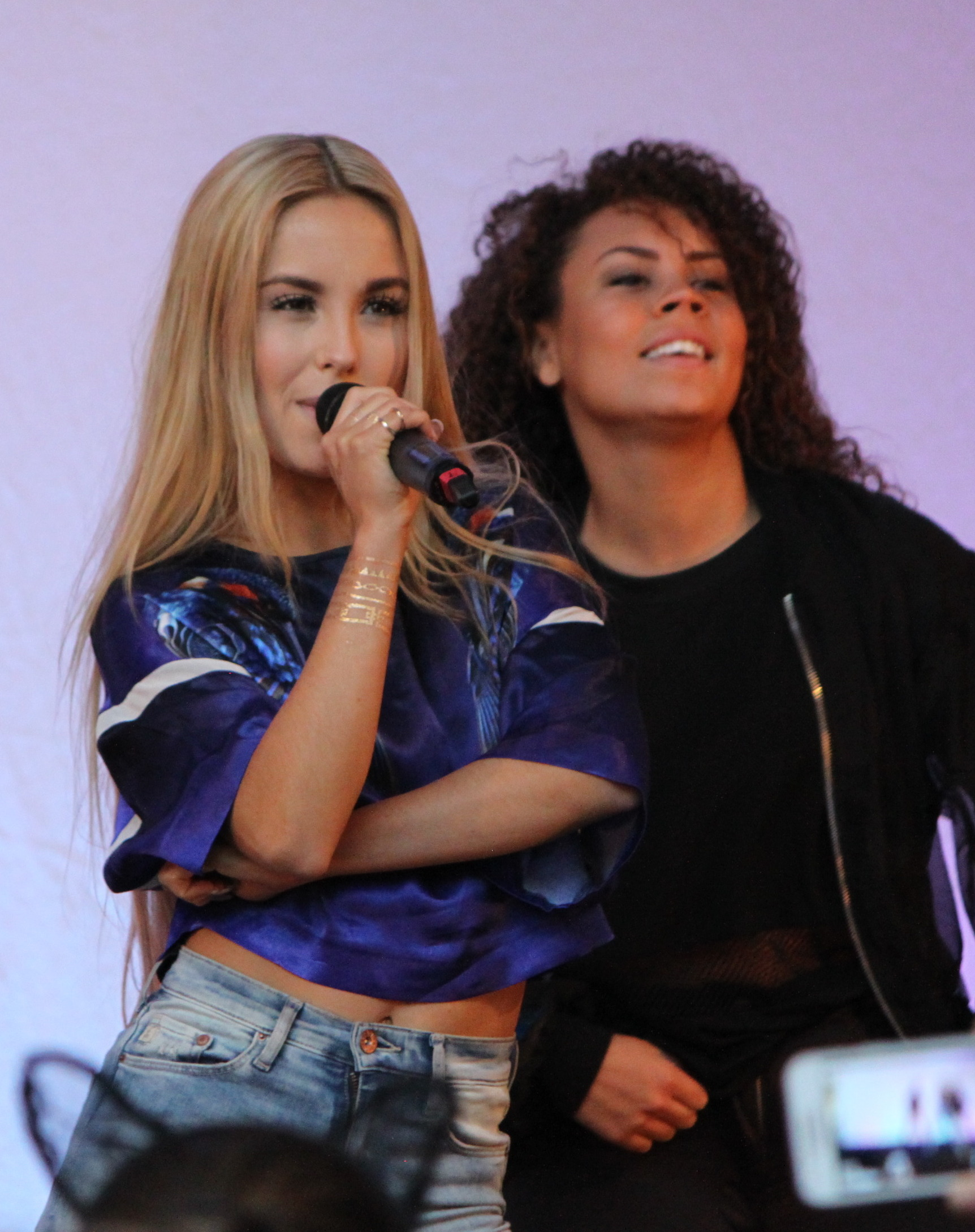
Isa uppträder på Stinsen i mars 2015.

Isa Sanna Mattiasdotter Tengblad, mer känd som Isa (stiliserat som  ISA), född 25 april 1998 i Stockholm, är en svensk sångerska och låtskrivare.

## Biografi
Isa Tengblad växte upp i Bromma i Stockholm med sina föräldrar Mattias och Marie Tengblad och sina två bröder, Albin (född 1995) och Elliot (född 2007). Som femåring deltog hon i TV-programmet Småstjärnorna på TV4, där hon imiterade Jill Johnson och sjöng låten "Crazy in Love". Som tioåring medverkade hon i Talang 2008 och två år senare i uttagningen till Junior Eurovision Song Contest 2011 i Jerevan. Sommaren 2012 släppte hon singeln "Bomb". Hon uppträdde med låten på Sommarkrysset det året. Två år senare släppte hon singeln "What Are We". Under fem år tävlade hon i discodans och streetdans i såväl EM som VM. 2014 påbörjade hon musikutvecklingsarbete i Los Angeles, parallellt med gymnasiestudier vid Rytmus i Nacka.
Tengblad deltog i Melodifestivalen 2015 med låten "Don't Stop", skriven av henne själv, Johan Ramström, Magnus Wallin, Gustaf Svenungsson och Oscar Merner. Vid den tredje deltävlingen i Östersund den 21 februari 2015 gick Isa vidare direkt till finalen, tillsammans med Jon Henrik Fjällgren.
Den 22 maj 2015 avgav hon sin röst till Eurovision Song Contest 2015 som historiskt en av de yngsta jurymedlemmarna i den svenska jurygruppen. Juryns röster presenterades dagen efter i samband med Eurovision Song Contests final.
Hon tävlade i Melodifestivalen 2016, i den andra deltävlingen, men blev utslagen i duellen i "Andra chansen".
Efter att i flera år varit knuten till Sony Music övergick hon 2018 till att starta det egna skivbolaget Licious Music och få fullt självbestämmande. I maj 2019 släppte hon där sitt första fullängdsalbum Debut Album, där hon bland andra även samarbetat med sin bror, Albin Tengblad, som låtskrivare och producent på flera låtar.
Utöver sin karriär som artist har Tengblad skrivit och producerat låtar för artister som Jordin Sparks och Peg Parnevik.

## Album
- 2015 – Don't Stop (EP)
- 2019 – Debut Album (LP)

## Singlar
- 2012 – "Bomb"
- 2014 – "What Are We"
- 2015 – "Don't Stop" (Melodifestivalen 2015)
- 2015 – "Drum & Bass"
- 2015 – "Oh My"
- 2016 – "I Will Wait" (Melodifestivalen 2016)
- 2016 – "Ego"
- 2017 – "I.S.A"
- 2017 – "Me Too"
- 2018 – "Perfect"